# Gimnastyka na Letnich Igrzyskach Olimpijskich 1912 – wielobój drużynowy w systemie szwedzkim mężczyzn
Wielobój drużynowy mężczyzn w systemie szwedzkim był jedną z czterech konkurencji gimnastycznych rozgrywanych podczas V Letnich Igrzysk Olimpijskich w Sztokholmie w 1912 roku. Zawody odbyły się 8 lipca na Stadionie Olimpijskim. W zawodach wzięły udział trzy drużyny. Złoty medal zdobyła drużyna gospodarzy.
Oficjalną nazwą tej konkurencji było: Konkurencja drużynowa I.  Każda z reprezentacji mogła wystawić jeden skład gimnastyków. Drużyny złożone z 16-40 gimnastyków musiały wykonać swoje ćwiczenia w ciągu jednej godziny, włączając w to wmarsz na arenę i wymarsz.
Konkurencja ta była debiutującą na igrzyskach olimpijskich. Później została rozegrana jedynie w Antwerpii podczas igrzysk w 1920 roku.

## Lista startowa
| Numer | Reprezentacja | Czas          | Skład | Skład | Strój                                                                                         |
| ----- | ------------- | ------------- | --- | --- | --------------------------------------------------------------------------------------------- |
| 1.    | Szwecja       | 14:00 - 15:00 | P. Bertilsson C-E. Carlberg N. Granfelt C. Hartzell O. Holmberg A. Hylander A. Janse B. Kullberg S. Landberg P. Nilsson B. Norelius A. Norling                  | D. Norling S. Rosén N. Silfverskiöld C. Silfverstrand J. Sörenson Y. Stiernspetz K-E. Svensson K-J. Svensson K. Torell E. Wennerholm C-A. Wersäll D. Wiman | Biała koszulka gimnastyczna z krótkim rękawem, białe spodnie, białe buty, żółto-niebieski pas |
| 2.    | Norwegia      | 15:00 - 16:00 | A. Amundsen J. Andersen T. Bøyesen G. Brustad C. Christensen O. Engelstad M. Eriksen A. Hansen P. Hol E. Ingebretsen O. Ingebrigtsen                            | O. Jacobsen E. Jensen T. Jensen F. Olsen O. Olstad E. Paulsen C. Pedersen P. Pedersen R. Robach S. Smebye T. Torkildsen                                    | Biała koszulka z krótkimi rękawami, białe spodnie, biały pas, białe buty.                     |
| 3.    | Dania         | 15:00 - 16:00 | P. Andersen S. P. Christensen I. Eriksen G. Falcke T. Garp H. T. Hansen J. Hansen R. Hansen J. K. Jensen S. A. Jensen V. Bøggild K. Kirk J. Kirkegaard O. Kjems | C. Larsen J. Laursen M. Lefevre P. Mark E. Olsen H. Pedersen H. E. Pedersen O. Pedersen P. Pedersen J. Ravn A. Sørensen S. Thorborg K. Vadgaard J. Vinther | Biała koszulka z krótkimi rękawami, białe spodnie, biały pas, białe buty.                     |

## Wyniki
Sędziowie:
- O. Lefebure
- N. H. Rasmussen
- A. E. Syson
- L. Bentzen
- L. K. Wallenius

 Tabela wyników 
| Place | Nation   | Lefebure | Bentzen | Rasmussen | Syson  | Wallenius | Razem   | Średnia |
| ----- | -------- | -------- | ------- | --------- | ------ | --------- | ------- | ------- |
| 1     | Szwecja  | 970,50   | 953,50  | 957,80    | 841,50 | 964,00    | 4687,30 | 937,46  |
| 2     | Dania    | 889,00   | 932,50  | 962,50    | 793,00 | 917,20    | 4494,20 | 898,84  |
| 3     | Norwegia | 796,50   | 952,00  | 875,80    | 749,75 | 912,00    | 4289,05 | 857,21  |